# Хан
Хан (тюрк. кан; монг. каан — властитель, монарх) — азійський властитель, тюрко-монгольський титул, так само носій цього титулу. Назва вождя, правителя і керівника в мовах степових племен Великого Степу, який згадується в найдавніших пам'ятках писемності, що належать до цих земель, і який у деяких народів вживається й понині.

## Опис
У староруські часи хану відповідав титул князя, у козаків — отамана. Серед степових ханів, так само як серед князів і отаманів, були виборні, призначені й ті, хто здобув владу у спадок.
Від титулу хан походять титули каган, хантайджі, хан ханів та інші, які відповідають титулам великий князь, гетьман, верховний або військовий отаман тощо.
Серед носіїв титулів хан і каган — Аттіла, князь Святослав Ігоревич, князь Володимир Великий, князь Ярослав Мудрий, Чингізхан Завойовник, Батий та багато інших керівників народів і суспільств Великого Степу різних епох.
Значного поширення титул набув у часи Великого Війська Степового, в якому вживався як один з основних, що, можливо, спричинило його викорінення з ділової і побутової мови надалі (так само як, наприклад, козацький титул «отаман» у радянському суспільстві XX ст.).
Титул хана мали вожді гунів, аварів, хазарів, монголів, кримських татар, інших народів. У деяких державах Сходу — назва правителя області або титул військово-феодальної знаті.
Титул хана часто пов'язують з титулом «каган» (за деякими даними також ка-хан, га-хан). У деяких джерелах князі Святослав Хоробрий і Володимир Великий називаються каганами (ханами) русів.